# Szeklers uit Boekovina

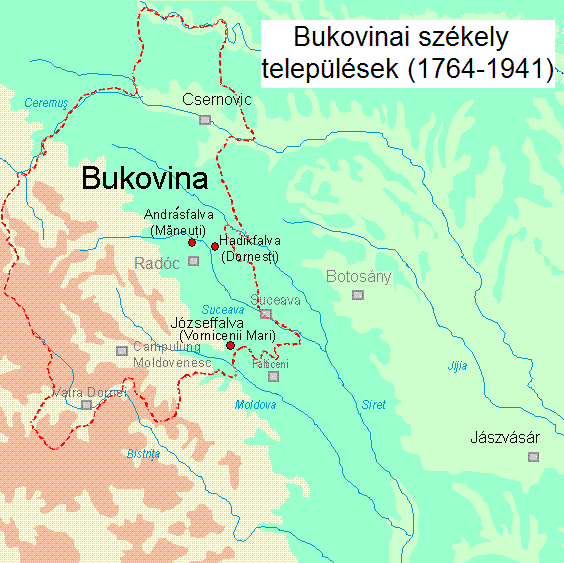
Dorpen van de Szeklers in Boekovina tot 1941)

De Szeklers uit Boekovina zijn een groep etnische Hongaren die na 1715 zich vanuit het Szeklerland vestigden in het onder Moldavisch bestuur staande Boekovina.
Ze vestigden zich in de volgende dorpen:
- Andrásfalva - (nu: Măneuți)
- Boldogfalva - (nu: Sântămărie)
- Hadikfalva - (nu: Dornești)
- Istenfogadj - (nu: Iacobeşti)
- Istensegíts – (nu: Țibeni)
- Józseffalva - (nu: Vornicenii Mari)
- Magyarfalva

In deze dorpen in Boekovina leefden de Szeklers van de landbouw. De groep vertrok uit het Szeklerland omdat de Habsburgse regering veel van de vrijheden van de Szeklers ontnam. De groep zocht een nieuw leefgebied waar ze onder zelfbestuur konden leven en werken.
Toen het noorden van Boekovina in 1774 door Oostenrijk werd veroverd kwamen er nog eens 100 Szekler families naar het dun bevolkte gebied. In 1784 en 1786 kwamen er nog eens 200 families naar het gebied, deze keer met steun van Jozef II van Oostenrijk en de Hongaarse Graaf János Hadik.  

## Eerste golf van 'thuisbrengen' naar Hongarije
In de 19e eeuw verdriedubbelde de Szekler bevolking in de dorpen, in 1930 woonden er bijna 16.000 Szeklers in de dorpen. Door het gebrek aan land en economisch perspectief werd er met hulp van de Hongaarse regering een plan gemaakt voor het 'thuisbrengen' van deze Hongaren. Er werden in 1883 circa 4000 verarmde personen overgebracht naar 3 nieuwe dorpen in het Banaat (nu Vojvodina in Servië): 
- Hertelendyfalva (nu: Vojlovica (Servië) een deel van de stad Pančevo)
- Sándoregyháza (nu: Ivanovo (Servië) een dorp in de gemeente Pančevo)
- Székelykeve (nu: Skorenovac een dorp in de gemeente Kovin)

In hetzelfde jaar werd ook een groep naar een dorp nabij Arad overgebracht:
- Gyorok (nu: Ghioroc)

## Tweede golf van 'thuisbrengen' naar Hongarije
Verder werden er groepen overgebracht naar:
- Vajdahunyad (1892) (nu: Hunedoara)
- Babsa (1900) (nu: Babșa in de gemeente Belinț)
- Vice (1900) (nu: Vița in de gemeente Nușeni)
- Magyarnemegye (1900) (nu: Nimigea de Jos in de gemeente Nimigea)
- Marosludas (1905) (nu: Luduș)
- Déva (1910) (nu: Deva)
- Sztrigyiszentgyörgy (1910)
- Cseernakeresztúr (1910)

In totaal ging het in bovenstaande gevallen om circa 2500 tot 3000 personen. (Alle plaatsen liggen nu in Roemenië).
Ook gingen veel Szeklers vanuit Boekovina naar Canada en Brazilië.
In 1918 kwam er een eind aan Oostenrijk-Hongarije. Alle dorpen raakten buiten de grenzen van Hongarije waarmee de Szeklers uit Boekovina minderheden werden in Roemenië en Servië.

## Derde golf van 'thuisbrengen' naar Hongarije
In de Tweede Wereldoorlog bezette Hongarije het noorden van Servië weer. In 1942 besloot de Hongaarse de laatste overgebleven Szeklers uit Boekovina over te brengen naar de volgende plaatsen:
- Bácsjózseffalva (nu: Novi Žednik)
- Újvidék (nu: Novi Sad)
- Topolya (nu: Bačka Topola)

In 1944 kwam het leger onder leiding van Josip Broz Tito het bezette gebied binnenvallen een moesten deze Szeklers vluchten. De groep van circa 13.000 personen werd na 1945 gehuisvest in de zuidelijke comitaten van Hongarije, ze namen daar de plaats in van verdreven Duits-Schwabische families die door Hongarije werden uitgewezen.

## Religie
De Szeklers uit Boekovina zijn allen deel van de Hongaars Gereformeerde Kerk. Dit gegeven maakt dat de groep ook nu nog goed is waar te nemen als eenheid. In alle dorpen en steden waar ze wonen staan nu Hongaars Gereformeerd kerken die nog steeds worden bezocht door de nazaten van de eerste Szeklers.